# Tosontsengel (distrikt i Mongoliet, Chövsgöl)
Tosontsengel (mongoliska: Тосонцэнгэл Сум, Тосонцэнгэл, Tosontsengel Sum) är ett distrikt i Mongoliet.   Det ligger i provinsen Chövsgöl, i den centrala delen av landet, 500 km väster om huvudstaden Ulaanbaatar.